# Semiothisa crassaria
Semiothisa crassaria là một loài bướm đêm trong họ Geometridae.